# Club Deportivo Aldeano
El Club Deportivo Aldeano es un club de fútbol de España, de la ciudad de Aldeanueva de Ebro en La Rioja. Fue fundado en 1948 y actualmente juega en Regional Preferente de La Rioja.

## Historia
El club fue fundado en 1948 como C. D. Aldeano y ha disputado gran parte de su historia en la categorías regionales. Con la creación de la Federación Riojana de Fútbol en 1986, el primer equipo pasó a formar parte de la Regional Preferente de La Rioja, mientras que el filial, el C. D. Aldeano Promesas, fue encuadrado en la Primera Regional de La Rioja y desapareció al final de la temporada. En 2003, tras 17 temporadas en Regional Preferente, el equipo abandonó la competición.
En la temporada 2006-07 el C. D. Aldeano regresó a la competición, bajo la denominación de C. D. Aldeano River. Dos temporadas después de su regreso el club consiguió el hito del ascenso a Tercera División.
Tras dos temporadas en la Tercera División, ya con la denominación recuperada de C. D. Aldeano, el equipo tuvo un efímero paso (temporada 2011-12) por la Preferente riojana, ascendiendo pese a acabar en 6.º lugar gracias al ascenso de la S. D. Logroñés a Segunda B y a la renuncia de la plaza de la U. D. Logroñés "B". La temporada del regreso a Tercera División (2012-13) sería la última en la categoría, permaneciendo desde entonces en las categorías regionales.
Un papel importante en el club lo juega el exjugador Víctor Morales, nacido en Aldeanueva de Ebro y donde tiene una escuela de fútbol con su nombre desde 2008 que cumple el papel de cantera del Aldeano.

## Uniforme
- Primera equipación: Camiseta blanca, pantalón azul y medias azules.
- Segunda equipación: Camiseta burdeos, pantalón burdeos y medias burdeos.

## Estadio
El campo de San Bartolomé es un terreno de hierba natural donde disputan los encuentros los equipos del C. D. Aldeano y el Club Deportivo Escuela de Fútbol Víctor Morales, localizado en la Avenida Rincón de Soto S/N. 

## Datos del club
- Temporadas en Primera División: 0
- Temporadas en Segunda División: 0
- Temporadas en Segunda División B: 0
- Temporadas en Tercera División: 3
- Mejor puesto en la liga: 16.º en Tercera División (temporada 2009-10)

## Trayectoria

### Histórico de temporadas
| Temporada | División     | Puesto |
| --------- | ------------ | ------ |
| 1949-50   | 2.ª Regional | 5.º    |
| 1950-51   | Inactivo     | —      |
| 1951-52   | 2.ª Regional | 6.º    |
| 1952-53   | 2.ª Regional | 7.º    |
| 1953-54   | 2.ª Regional | ?      |
| 1954-55   | 2.ª Regional | ?      |
| 1955-56   | 2.ª Regional | ?      |
| 1956-57   | 2.ª Regional | 2.º    |
| 1957-58   | 2.ª Regional | 2.º    |
| 1958-59   | 2.ª Regional | 1.º    |
| 1959-1966 | Inactivo     | —      |
| 1966-67   | 2.ª Regional | 8.º    |
| 1967-1972 | Inactivo     | —      |
| 1972-73   | 3.ª Regional | 6.º    |
| 1973-74   | 3.ª Regional | 5.º    |
| 1974-75   | 2.ª Regional | 10.º   |
| 1975-76   | 2.ª Regional | 1.º    |
| 1976-77   | 1.ª Regional | 13.º   |
| 1977-78   | 2.ª Regional | 3.º    |
| 1978-79   | 1.ª Regional | 8.º    |

| Temporada | División     | Puesto |
| --------- | ------------ | ------ |
| 1979-80   | 1.ª Regional | 2.º    |
| 1980-81   | 1.ª Regional | 6.º    |
| 1981-82   | 1.ª Regional | 7.º    |
| 1982-83   | 1.ª Regional | 14.º   |
| 1983-84   | 1.ª Regional | 5.º    |
| 1984-85   | 1.ª Regional | 1.º    |
| 1985-86   | Preferente   | 15.º   |
| 1986-87   | Preferente   | 12.º   |
| 1987-88   | Preferente   | 13.º   |
| 1988-89   | Preferente   | 12.º   |
| 1989-90   | Preferente   | 11.º   |
| 1990-91   | Preferente   | 18.º   |
| 1991-92   | Preferente   | 8.º    |
| 1992-93   | Preferente   | 4.º    |
| 1993-94   | Preferente   | 9.º    |
| 1994-95   | Preferente   | 15.º   |
| 1995-96   | Preferente   | 17.º   |
| 1996-97   | Preferente   | 18.º   |
| 1997-98   | Preferente   | 10.º   |
| 1998-99   | Preferente   | 11.º   |

| Temporada | División        | Puesto |
| --------- | --------------- | ------ |
| 1999-00   | Preferente      | 11.º   |
| 2000-01   | Preferente      | 13.º   |
| 2001-02   | Preferente      | 11.º   |
| 2002-03   | Preferente      | 10.º   |
| 2003-2006 | Inactivo        | —      |
| 2006-07   | Preferente      | 13.º   |
| 2007-08   | Preferente      | 7.º    |
| 2008-09   | Preferente      | 3.º    |
| 2009-10   | 3.ª (Grupo XVI) | 16.º   |
| 2010-11   | 3.ª (Grupo XVI) | 18.º   |
| 2011-12   | Preferente      | 6.º    |
| 2012-13   | 3.ª (Grupo XVI) | 20.º   |
| 2013-14   | Preferente      | 11.º   |
| 2014-15   | Preferente      | 11.º   |
| 2015-16   | Preferente      | 13.º   |
| 2016-17   | Preferente      | 10.º   |
| 2017-18   | Preferente      | 9.º    |
| 2018-19   | Preferente      | 11.º   |
| 2019-20   | Preferente      | 16.º   |
| 2020-21   | Preferente      | 4.º    |

| Temporada | División        | Puesto | Copa del Rey |
| --------- | --------------- | ------ | ------------ |
| 2021-22   | Preferente      | 6.º    | Previa       |
| 2022-23   | Preferente      | 4.º    |              |
| 2023-24   | Preferente (G3) | 4.º    |              |
| 2024-25   | Preferente      | 11.º   |              |
| 2025-26   | Preferente      |        |              |

LEYENDA
 :Ascenso de categoría  :Descenso de categoría

### Participaciones en Copa del Rey
| Temporada | Ronda  | Rival       | Ida | Vuelta | Global |  |
| --------- | ------ | ----------- | --- | ------ | ------ |  |
| 2021-22   | Previa | Unami C. P. | 1-3 | 1-3    | 1-3    |  |

### Participaciones en promociones de ascenso
| Temporada | Liga                | Ronda            | Rival            | Ida | Vuelta | Global |  | Ascenso |
| --------- | ------------------- | ---------------- | ---------------- | --- | ------ | ------ |  | ------- |
| 1956-57   | Segunda Regional    | Semifinal        | C. D. Cirbonero  | ?-? | ?-?    | ?-?    |  |         |
| 1957-58   | Segunda Regional    | Semifinal        | Miranda F. C.    | 3-1 | 3-1    | 3-1    |  |         |
| 1957-58   | Segunda Regional    | Semifinal        | Miranda F. C.    | 4-3 | 4-3    | 4-3    |  |         |
| 1979-80   | Primera Regional    | Final            | C. D. Zarramonza | 0-0 | 2-1    | 1-2    |  |         |
| 2021-22   | Regional Preferente | Cuartos de final | C. D. Autol      | 1-0 | 1-0    | 1-0    |  |         |

## Categorías inferiores
Las categorías inferiores del Aldeano compiten bajo el nombre de Club Deportivo Escuela de Fútbol Víctor Morales, siendo fundado en 2006 de la mano del exfutbolista Víctor Morales. Actualmente cuenta con 5 equipos de categorías Benjamín, Alevín, Infantil, Cadete y Juvenil.